# Фати, Ансу
Анссумане́ Фати́ Вие́йра (порт. и исп. Anssumane Fati Vieira; род. 31 октября 2002, Бисау, Гвинея-Бисау), более известный как Ансу́ Фати́ (порт. и исп. Ansu Fati) — испанский футболист, вингер клуба «Барселона», выступающий на правах аренды за французский «Монако».

## Клубная карьера

### «Барселона»
Начал играть в детской команде «Эррера», с 2010 по 2012 год занимался в академии «Севилья». С 2012 года находится в системе «Барселоны».
В сезоне 2019/20 стал привлекаться к тренировкам и матчам взрослой команды, за которую дебютировал 25 августа 2019 года в матче чемпионата Испании против клуба «Реал Бетис». Он стал самым молодым дебютантом «Барселоны» за последние 78 лет. Свой первый гол за команду забил 31 августа 2019 года в матче против «Осасуны». Фати стал самым молодым голеадором в истории «Барселоны» и третьим в истории испанского первенства. Второй гол забил 14 сентября в матче чемпионата против «Валенсии», открыв счёт на 2-й минуте. Ансу Фати в матче с «Валенсией» отметился ещё и голевой передачей, став самым юным игроком в истории Примеры, которому удалось забить гол и сделать голевую передачу в одном матче. 10 декабря 2019 года в рамках шестого тура группового этапа Лиги чемпионов забил победный мяч в ворота «Интернационале» и стал самым молодым игроком, забившим гол на этом турнире. 24 октября 2020 года Фати поставил ещё один рекорд, он стал самым молодым игроком, который забивал голы в «Эль-Класико». Во встрече с «Реалом» Фати удалось сравнять счёт. 7 ноября 2020 года в матче против испанского «Бетиса» юный нападающий получил повреждение мениска и выбыл на год.
Летом 2021 года после ухода Лионеля Месси клуб предпочёл отдать «10» номер Ансу Фати. Спустя 323 дня Фати впервые попал в заявку на матч каталонского клуба против «Леванте» (3:0). Игрок вышел на поле под овации трибун на 80-й минуте и поразил ворота соперника дальним выстрелом на 91-й минуте встречи, буквально заставив всех посетителей встречи аплодировать юнцу стоя. Ансу Фати был признан лучшим игроком матча.

## Карьера в сборной
В конце августа 2020 года Ансу Фати впервые получил вызов в «красную фурию» от главного тренера команды Луиса Энрике на матчи европейской Лиги наций. Вышел на поле 3 сентября в игре против Германии в первом туре, заменив Хесуса Наваса в начале второго тайма. Таким образом, Фати стал самым молодым дебютантом сборной с 1936 года (в возрасте 17 лет 308 дней), уступив по этому показателю лишь Анхелю Субьете (17 лет 263 дня).
6 сентября стал самым молодым автором гола в истории сборной Испании (в возрасте 17 лет 311 дней), поразив ворота сборной Украины во втором туре. Фати отличился на 32-й минуте и сделал счёт 3:0 в пользу «красной фурии».

## Достижения

### Командные
«Барселона»
- Чемпион Испании (2): 2022/23, 2024/25
- Обладатель Кубка Испании: 2024/25
- Обладатель Суперкубка Испании: 2023

Сборная Испании
- Победитель Лиги наций УЕФА: 2022/23

### Личные
- Игрок месяца Ла Лиги: сентябрь 2020[11]

## Личная жизнь
Отец — Бориальдо Фати, футболист, выступал в низших лигах Португалии, позже переехал в Мариналеду, где нашёл работу не без помощи мэра города Хуана Мануэля Санчеса Гордильо; сам Бориальдо называет себя «севильцем» по духу.
Старший брат Ансу, Браима, тоже является футболистом. Как и Ансу, он познавал футбол в академиях «Севильи» и «Барселоны». Ныне Браима выступает за вторую команду португальской «Витории». Футболистом является ещё один брат Ансу, Мигель.

## Статистика

### Клубная
| Выступление                | Выступление      | Выступление      | Лига | Лига | Кубок | Кубок | Еврокубки | Еврокубки | Прочие | Прочие | Итого | Итого |
| Клуб                       | Лига             | Сезон            | Игры | Голы | Игры  | Голы  | Игры      | Голы      | Игры   | Голы   | Игры  | Голы  |
| -------------------------- | ---------------- | ---------------- | ---- | ---- | ----- | ----- | --------- | --------- | ------ | ------ | ----- | ----- |
| Барселона                  | Ла Лига          | 2019/20          | 24   | 7    | 3     | 0     | 5         | 1         | 1      | 0      | 33    | 8     |
| Барселона                  | Ла Лига          | 2020/21          | 7    | 4    | 0     | 0     | 3         | 1         | 0      | 0      | 10    | 5     |
| Барселона                  | Ла Лига          | 2021/22          | 10   | 4    | 1     | 0     | 3         | 1         | 1      | 1      | 15    | 6     |
| Барселона                  | Ла Лига          | 2022/23          | 36   | 7    | 5     | 2     | 8         | 0         | 2      | 1      | 51    | 10    |
| Барселона                  | Ла Лига          | 2023/24          | 3    | 0    | 0     | 0     | 0         | 0         | 0      | 0      | 3     | 0     |
| Барселона                  | Ла Лига          | 2024/25          | 6    | 0    | 1     | 0     | 4         | 0         | 0      | 0      | 11    | 0     |
| Барселона                  | Итого            | Итого            | 86   | 22   | 10    | 2     | 23        | 3         | 4      | 2      | 123   | 29    |
| → Брайтон энд Хоув Альбион | Премьер-лига     | 2023/24          | 19   | 2    | 1     | 0     | 6         | 2         | 1      | 0      | 27    | 4     |
| → Брайтон энд Хоув Альбион | Итого            | Итого            | 19   | 2    | 1     | 0     | 6         | 2         | 1      | 0      | 27    | 4     |
| Всего за карьеру           | Всего за карьеру | Всего за карьеру | 105  | 24   | 11    | 2     | 29        | 5         | 5      | 2      | 150   | 33    |

1. ↑  Суперкубок Испании, Кубок Английской футбольной лиги.